# Шен Цзетянь
Шен Цзетянь (кит.: 盛 澤田; нар. 15 листопада 1973, Хефей, провінція Аньхой) — китайський борець греко-римського стилю, срібний призер чемпіонату світу, переможець та триразовий бронзовий призер чемпіонатів Азії, срібний та бронзовий призер Азійських ігор, триразовий бронзовий призер Олімпійських ігор.

## Біографія
Народився в місті Хефей. У віці 6 років переїхав з батьками до Хуайбея. Батько займався бойовими мистецтвами, два брата також займалися боротьбою. Боротьбою почав займатися з 1984 року в спортивній школі Хуайбея. Був віце-чемпіоном світу 1989 року серед молоді. Виступав за Спортивний інститут з Шанхая.
З 2004 року — на тренерській роботі. Працював наставником з греко-римської боротьби в Шанхаї. На Олімпійських іграх у Пекіні, що відбулися в 2008 році, його учень Чан Юнсян несподівано вийшов у фінал, і хоча там зазнав поразки, але срібна медаль в цій дисципліні була хорошим досягненням для Китаю. У 2012 році Шен Цзетянь повернувся додому до провінції Аньхой, де продовжив роботу як тренер з греко-римської боротьби.

## Виступи на Олімпіадах
| Змагання                    | Збірна | Вагова категорія | Місце  |
| --------------------------- | ------ | ---------------- | ------ |
| Літні Олімпійські ігри 1992 | Китай  | 57 кг            | Бронза |
| Літні Олімпійські ігри 1996 | Китай  | 57 кг            | Бронза |
| Літні Олімпійські ігри 2000 | Китай  | 58 кг            | Бронза |

## Виступи на Чемпіонатах світу
| Змагання                        | Збірна | Вагова категорія | Місце  |
| ------------------------------- | ------ | ---------------- | ------ |
| Чемпіонат світу з боротьби 1991 | КНР    | 57 кг            | 12     |
| Чемпіонат світу з боротьби 1993 | КНР    | 57 кг            | 6      |
| Чемпіонат світу з боротьби 1995 | КНР    | 57 кг            | 28     |
| Чемпіонат світу з боротьби 1998 | КНР    | 58 кг            | Срібло |
| Чемпіонат світу з боротьби 1999 | КНР    | 58 кг            | 6      |

## Виступи на Чемпіонатах Азії
| Змагання                       | Збірна | Вагова категорія | Місце  |
| ------------------------------ | ------ | ---------------- | ------ |
| Чемпіонат Азії з боротьби 1991 | КНР    | 57 кг            | Бронза |
| Чемпіонат Азії з боротьби 1992 | КНР    | 57 кг            | Золото |
| Чемпіонат Азії з боротьби 1993 | КНР    | 57 кг            | Бронза |
| Чемпіонат Азії з боротьби 1995 | КНР    | 57 кг            | 4      |
| Чемпіонат Азії з боротьби 1996 | КНР    | 57 кг            | Бронза |
| Чемпіонат Азії з боротьби 1999 | КНР    | 63 кг            | 5      |

## Виступи на Азійських іграх
| Змагання           | Збірна | Вагова категорія | Місце  |
| ------------------ | ------ | ---------------- | ------ |
| Азійські ігри 1994 | КНР    | 57 кг            | Срібло |
| Азійські ігри 1998 | КНР    | 58 кг            | Бронза |